# イシュケル湖

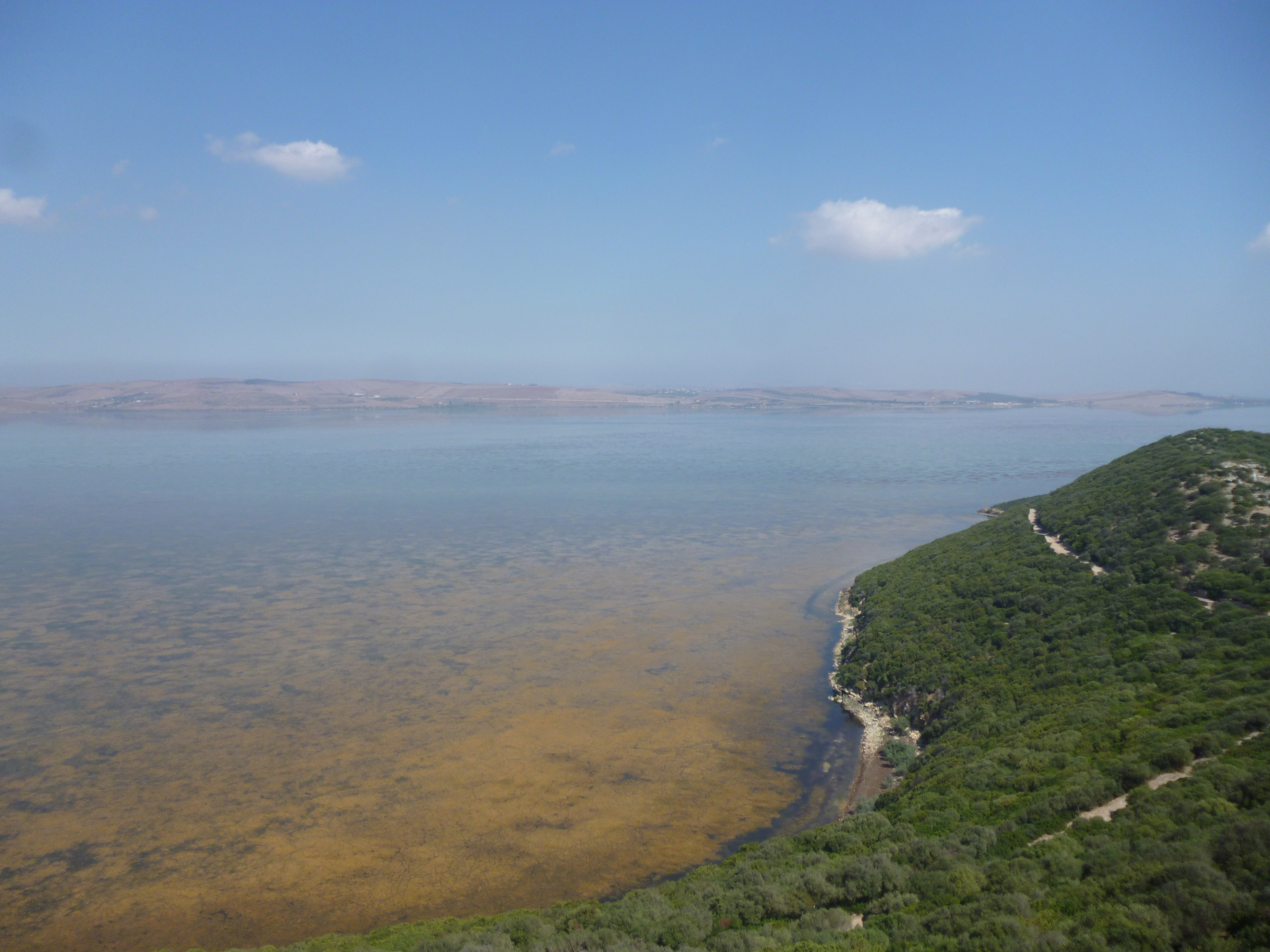
イシュケル湖

イシュケル湖（アラビア語: بحيرة اشكل、フランス語: Lac Ichkeul、英語: Ichkeul lake）は、チュニジア北部の地中海の海岸近くにある湖である。

## 概要
イシュケル国立公園の湖と湿地は、毎年何十万もの渡り鳥が訪れる重要な中継地である。この湖には、カオジロオタテガモ、メジロガモ、ウスユキガモを含むカモ、ガン、コウノトリ類、フラミンゴなどが訪れる。公園は1977年にユネスコの生物圏保護区となり、1980年以来、ユネスコの世界遺産リストに載っている。さらに、1996年から2006年まで、公園は、危機遺産リストにも載っていた。湖の水源である川へのダムの構築は、湖と湿地の生態的均衡に大変化をもたらした。また、1980年にはラムサール条約登録地にもなった。
ダムが湖と沼への真水の流入を急激に減少させたので、ヨシ、スゲ、その他の真水植物類は好塩性の植物に置き換わった。これらの変化は、かつて存在した植物群に依存していた渡り鳥の個体数の急激な減少をもたらした。
ユネスコのウェブサイトによれば、チュニジアの政府は、真水を保持し塩分を減らすためのステップを試みたが、国際自然保護連合は、いくつかの報告書で、塩分が既に極端に高くなっており回復の可能性が急速に失われているかもしれないと示唆している。
上記の画像は各々、11.4×20.0kmのエリアをカバーする。中心は、北緯37度10分 東経9度40分 / 北緯37.167度 東経9.667度付近である。

## 参照資料
- NASA（米航空宇宙局）